# Classifica combinata (Tour de France)
La classifica combinata del Tour de France, era una delle classifiche accessorie della corsa a tappe francese, istituita nel 1968 e abolita nel 1989

## Storia
La classifica veniva stilata in base ad un sistema che teneva in considerazione i piazzamenti per la maglia gialla, verde, a pois e, dal 1984 al 1989, anche la rossa premiando quindi la regolarità.
Dal 1968 al 1974 il leader della classifica indossava una maglia bianca cha dal 1975 andò a rappresentare la classifica dei giovani. Dopo una pausa di alcuni anni la classifica venne introdotta nuovamente dal 1980 al 1982 e dal 1985 al 1989 e il simbolo del primato divenne la maglia multicolore. Tale maglia riprendeva i colori delle altre maglie che rappresentavano le classifiche accessorie del Tour ed era bianca con riquadri gialli, rossi, verdi e pallini rossi.
Il primo corridore ad aggiudicarsi la classifica combinata nel 1968 fu l'italiano Franco Bitossi mentre il belga Eddy Merckx fu l'atleta che riuscì a conquistarla più volte.

## Albo d'oro
| Anno | Corridore             | Squadra               | Altre classifiche                        |
| ---- | --------------------- | --------------------- | ---------------------------------------- |
| 1968 | Franco Bitossi        | Filotex               | Punti                                    |
| 1969 | Eddy Merckx           | Faema                 | Generale, Punti, Scalatori, Combattività |
| 1970 | Eddy Merckx           | Faemino-Faema         | Generale, Scalatori, Combattività        |
| 1971 | Eddy Merckx           | Molteni               | Generale, Punti                          |
| 1972 | Eddy Merckx           | Molteni               | Generale, Punti                          |
| 1973 | Joop Zoetemelk        | Gitane-Frigécrème     |                                          |
| 1974 | Eddy Merckx           | Molteni               | Generale, Combattività                   |
| 1980 | Ludo Peeters          | Ijsboerke-Warncke Eis | -                                        |
| 1981 | Bernard Hinault       | Renault-Elf-Gitane    | Generale                                 |
| 1982 | Bernard Hinault       | Renault-Elf-Gitane    | Generale                                 |
| 1985 | Greg LeMond           | La Vie Claire-Radar   | -                                        |
| 1986 | Greg LeMond           | La Vie Claire-Radar   | Generale                                 |
| 1987 | Jean-François Bernard | Toshiba-La Vie Claire | -                                        |
| 1988 | Steven Rooks          | PDM-Ultima-Concorde   | Scalatori                                |
| 1989 | Steven Rooks          | PDM-Ultima-Concorde   | -                                        |